# Bob Birch

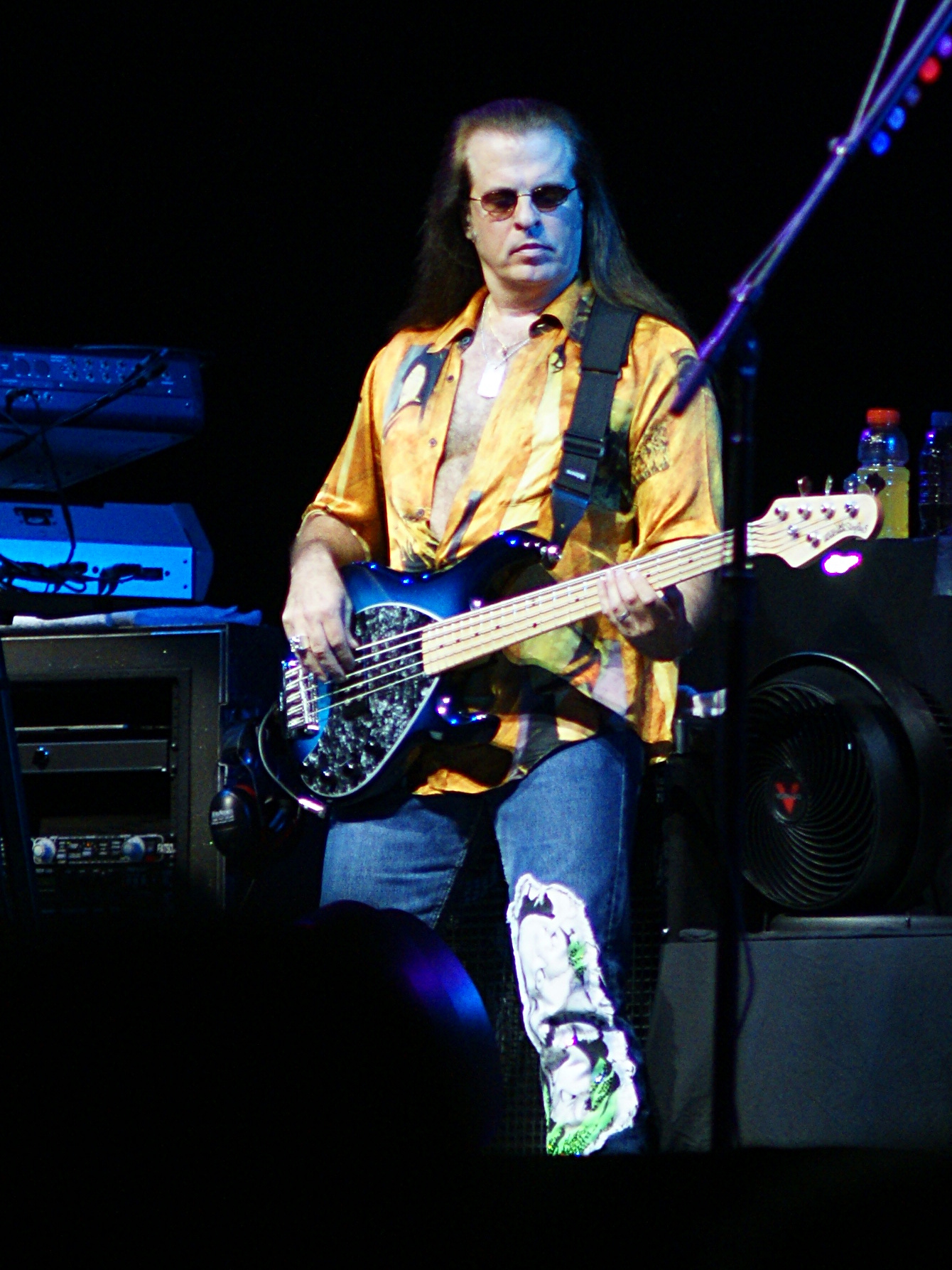
Bob Birch

Robert (Bob) Wayne Birch (Detroit (Michigan), 17 juli 1956 – Los Angeles (Californië), 15 augustus 2012) was een Amerikaans basgitarist. Tijdens zijn middelbareschooljaren speelde hij fagot en saxofoon in aanvulling op de bas, maar zijn passie en ware toewijding lag bij de basgitaar. Na zijn afstuderen aan de prestigieuze Wayne State University, verhuisde hij in de jaren tachtig naar Los Angeles.

## Loopbaan
Birch speelde in verschillende Californische groepen en toerde met José Feliciano. In Los Angeles leerde hij percussionist John Mahon en toetsenist Guy Babylon kennen. In 1986 werd hij lid van de band van Guy Babylon, Ashton. Deze band maakte in 1988 het veelgeprezen album 'Modern Pilgrims' bij RCA Records.
Daarvoor was hij "Bobby" Birch van de poprock-groep Fortune (bestaande uit Larry Greene, zang, de gebroeders Richard Fortune op gitaar en Mick Fortune op drums plus toetsenist Roger Scott Craig). Hoewel de band behoorlijk succesvol was in Europa en Japan, heeft de band zelf vrijwel geen inkomsten of erkenning gekregen. Samen met Babylon voerde hij halverwege de jaren tachtig een aantal andere projecten uit. Ook maakte hij deel uit van de groep The Stickmen, waarin John Mahon drummer en zanger was.
In 1990 introduceerde Mahon Birch bij de Warpipes en kwam hij in contact met Davey Johnstone en Nigel Olsson. Zij vormden een deel van de begeleidingsband van Elton John. Tijdens de promotietour van Elton John voor The One in 1992, werd Birch de basgitarist van Elton John, maar ook deed hij de backing vocals tijdens concerten.
Tijdens de 'Made In Engeland Tour' in 1995 verpletterde een vrachtwagen zijn benen en werd zijn onderrug gebroken, toen hij op een trottoir in Montreal liep. De band werd gedwongen een andere bassist te zoeken en dit werd tot het einde van de tour David Paton. Tijdens het 'Red Piano Concert' in Rotterdam (oktober 2009), moest Birch spelen vanuit een stoel als gevolg van zijn rugblessure.
In 1997 werkte hij samen met Davey Johnstone voor de muziek voor een aflevering van Fox TV's "King Of The Hill". Birch is ook actief als studiomuzikant en produceerde bands als Crush Velvet Cowboys.
Bob Birch woonde in Los Angeles, en was getrouwd met Michele en had een zoon Jonathan die de medische school volgt in Tempe, Arizona. Hij pleegde op 56-jarige leeftijd zelfmoord